# Чжу Лилунь
Чжу Лилу́нь (кит. трад. 朱立倫, пиньинь Zhū Lìlún; род. 7 июня 1961), также известный как Эрик Чжу — председатель партии Гоминьдан с 17 января 2015 года по 17 января 2016 года и с 5 октября 2021 года (и. о. с 25 сентября 2021 года). Мэр Синьбэя с 25 декабря 2010 года по 25 декабря 2018 года.

## Биография
Родился 7 июня 1961 года старшим сыном Чжу Чжансин (член ЦК китайского Гоминьдана).
В Национальном университете Тайваня получил степень бакалавра в области менеджмента. После службы в армии продолжил обучение в Нью-Йоркском университете, где получил степени магистра в области финансов и доктора философии в бухгалтерском учёте. Начал преподавательскую деятельность в Городском университете Нью-Йорка, затем вернулся на Тайвань и преподавал в Национальном университете Тайваня. В 36 лет стал полным профессором.
В 1998 избран депутатом парламента от партии Гоминьдан.
Баллотировался на переизбрание на местных выборах 2005 года в Китайской Республике 3 декабря 2005 года и победил кандидата от Демократической прогрессивной партии Ченг Пао-цзин, генерального директора Тайваньской соляной компании. Затем он вступил в должность магистрата на второй срок 20 декабря 2005 года.
В 2001—2009 годах был главой администрации уезда Таоюань.
В марте 2009 года магистрат Чу вместе с тремя другими должностными лицами местного правительства был назван Форумом интеллектуального сообщества лауреатом ежегодной премии Founders Awards за его усилия в области развития цифровых технологий и технологий.
С 10 сентября 2009 по 17 мая 2010 был вице-премьером правительства Китайской Республики.
В ноябре 2010 избран мэром Синьбэя с результатом 52,61 %. В ноябре 2014 переизбран мэром, набрал 50,06 % голосов. На местных выборах в ноябре 2014 Гоминьдан потерпел серьёзное поражение. Вследствие этого 3 декабря президент Ма Инцзю ушёл в отставку с поста председателя партии. Эрик Чу был избран председателем Гоминьдана в январе 2015.
17 октября 2015 выдвинут кандидатом в президенты от Гоминьдана, заменив ранее выдвинутую Хун Сючжу. В результате на выборах 2016 с большим отставанием проиграл выборы Цай Инвэнь, заручившись 31,04 % голосов избирателей, в то время как Цай получила поддержку 56,12 % избирателей.
Мать Чу из городка Даси. Чу женат на Као Ванцзин; его тесть, Као Ю-жэнь, бывший спикер Тайваньской провинциальной ассамблеи, председатель Twinhead International Corp и основатель FiberLogic Communications.